# شهرستان یونلونگ
شهرستان یونلونگ (به لاتین: Yunlong County) یک شهرستان‌های جمهوری خلق چین در چین است که در ولایت خودمختار دالی بای واقع شده است. شهرستان یونلونگ ۴٬۴۰۰٫۹۵ کیلومتر مربع مساحت و ۲۰۰٬۰۰۰ نفر جمعیت دارد.